# Brandemburgo
Brandemburgo ou Brandeburgo (Brandenburg em alemão) é um dos 16 estados federais (Länder) da Alemanha. Situa-se no leste do país, no centro da antiga República Democrática Alemã, e sua capital é Potsdam. A área é de 29 477,16 km² e a população de 2 567 220 habitantes (em 31 de dezembro de 2008).
Seus limites são: o estado de Meclemburgo-Pomerânia Ocidental a norte, os voivodatos polacos da Pomerânia Ocidental a nordeste e Lubus a leste, e os estados da Saxônia a sul, Saxônia-Anhalt a oeste e Baixa Saxônia num pequeno trecho a noroeste. Além disso, Brandemburgo circunda a cidade-Estado (Stadtstaat) de Berlim, com ela formando a Região Metropolitana de Berlim-Brandemburgo (Metropolregion Berlin/Brandenburg).
Historicamente, seu nome deriva da cidade de Brandemburgo no Havel, onde se encontrava a sede do poder político, à época do estabelecimento da Marca de Brandemburgo.

## Divisão administrativa
Brandemburgo está dividido em 14 distritos (Kreise, singular Kreis; ou ainda distritos rurais: Landkreise, singular Landkreis) e 4 cidades independentes (Kreisfreie Städte; ou ainda distritos urbanos: Stadtkreise, singular Stadtkreis).
| 14 distritos (Kreise) de Brandemburgo. | |
| 1. Barnim 2. Dahme-Floresta do Espreia (Dahme-Spreewald) 3. Elba-Elster (Elbe-Elster) 4. Havelândia (Havelland) 5. Oderlândia da Marca (Märkisch-Oderland) 6. Alto Havel (Oberhavel) 7. Alta Floresta do Espreia-Lusácia (Oberspreewald-Lausitz) | 1. Óder-Espreia (Oder-Spree) 2. Prignitz Oriental-Ruppin (Prignitz Oriental-Ruppin) 3. Potsdam-Marca Central (Potsdam-Mittelmark) 4. Prignitz 5. Espreia-Neisse (Spree-Neiße) 6. Teltow-Fläming 7. Marca do Ucker (Uckermark) |

Além disso, há quatro cidades independentes (Kreisfreie Städte):
- BRB - Brandemburgo no Havel (Brandenburg an der Havel)
- CB - Cottbus
- FF - Francoforte do Óder (Frankfurt an der Oder)
- P - Potsdam

## Política

### Eleições estaduais
| Ano  | %    | D   | %    | D   | %       | D       | %    | D   | %   | D   | %   | D   | %    | D   | %   | D  |
| Ano  | SPD  | SPD | CDU  | CDU | PDS/LIN | PDS/LIN | GRÜ  | GRÜ | FDP | FDP | DVU | DVU | AfD  | AfD | FW  | FW |
| ---- | ---- | --- | ---- | --- | ------- | ------- | ---- | --- | --- | --- | --- | --- | ---- | --- | --- | -- |
| 1990 | 38,2 | 36  | 29,4 | 27  | 13,4    | 13      | 9,2  | 6   | 6,6 | 6   |     |     |      |     |     |    |
| 1994 | 54,1 | 52  | 18,7 | 18  | 18,7    | 18      | 2,9  | -   | 2,2 | -   |     |     |      |     |     |    |
| 1999 | 39,3 | 37  | 26,6 | 25  | 23,2    | 22      | 1,9  | -   | 1,9 | -   | 5,3 | 5   |      |     |     |    |
| 2004 | 31,9 | 33  | 19,4 | 20  | 28,0    | 29      | 3,6  | -   | 3,3 | -   | 6,1 | 6   |      |     |     |    |
| 2009 | 33,0 | 31  | 19,8 | 19  | 27,2    | 26      | 5,7  | 5   | 7,2 | 7   | 1,1 | -   |      |     |     |    |
| 2014 | 31,9 | 30  | 23,0 | 21  | 18,6    | 17      | 6,2  | 6   | 1,5 | -   |     |     | 12,2 | 11  | 2,7 | 3  |
| 2019 | 26,2 | 25  | 15,6 | 15  | 10,7    | 10      | 10,8 | 10  | 4,1 | -   |     |     | 23,5 | 23  | 5,0 | 5  |